# Archaeoguembelitria
Archaeoguembelitria es un género de foraminífero, tanto bentónico como planctónico, de la Familia Archaeoguembelitriidae, de la Superfamilia Praeplanctonioidea, del Suborden  Buliminina y del Orden Buliminida. Su especie-tipo es Guembelitria harrisi. Su rango cronoestratigráfico abarca desde el Albiense superior (Cretácico inferior) hasta el Turoniense inferior (Cretácico superior).

## Discusión
Clasificaciones previas hubiesen incluido Archaeoguembelitria en el Suborden Rotaliina y/o Orden Rotaliida.

## Clasificación
Archaeoguembelitria incluye a las siguientes especies:
- Archaeoguembelitria harrisi †
- Archaeoguembelitria cenomana †